# Індійська астрономічна обсерваторія
32°46′46″ пн. ш. 78°57′51″ сх. д. / 32.77944444° пн. ш. 78.96416667° сх. д.
Індійська астрономічна обсерваторія (IAO) — обсерваторія, розташована недалеко від міста Лех в районі Ладакх в Індії. Це одна з найвищих над рівнем моря оптичних обсерваторій у світі. Розташована на горі Сарасваті на висоті 4500 метрів.

## Історія
В кінці 1980-х років в Індії виник проект створення великого національного оптичного телескопа. У 1992 році були розпочаті пошуки місця для обсерваторії.
Перше використання телескопа обсерваторії було здійснено між 26 вересня і 27 вересня 2000 року. Після організації супутникового зв'язку між Центром досліджень та освіти в галузі науки і техніки (CREST), обсерваторія була відкрита тодішнім головним керуючим Джамму і Кашміру доктором Фарук Абдаллою 2 червня 2001 року.

## Умови
Вважається, що ділянка Ханле відмінно підходить для спостережень на видимих, інфрачервоних і субміліметрових довжинах хвиль протягом всього року. Зокрема, умови спостереження дають близько 255 спектроскопічних ночей і близько 190 фотометричних ночей на рік. Кількість опадів на рік менше 10 см. Крім того, в цьому районі низька температура навколишнього середовища, низька вологість, низька концентрація атмосферних аерозолів, низький рівень водяної пари в атмосфері, темні ночі і низький рівень забруднення, що добре для спостережень.
Через важкодоступність основним і єдиним джерелом електроенергії є дві великі сонячні батареї. Також щоб не було необхідності частих поїздок, поруч з обсерваторією побудована відокремлена автономна установка для генерації рідкого азоту, який використовується в телескопі. 

## Основні інструменти
Обсерваторія має два активних телескопа. Це 2,01-метровий оптичний інфрачервоний Гімалайський телескоп Чандра (HCT) (англ. Himalayan Chandra Telescope) і висотний гамма-телескоп (HAGAR) (англ. High Altitude Gamma Ray Telescope). У червні 2018 року, в було встановлено роботизований телескоп довжиною 0,7 м. в рамках міжнародного проекту GROWTH.

### Гімалайський телескоп Чандра
Гімалайський телескоп Чандра - це оптичний інфрачервоний телескоп діаметром 2,01 метра, названий на честь нобелівського лауреата Індії Субрахманьяма Чандрасекара. Оптична система телескопа - модифікована система Річі — Кретьєна з основним дзеркалом, виконаним з кераміки ULE, яка розроблена для того, щоб витримувати низькі температури.